# Santa Cruz do Bispo
Santa Cruz do Bispo é uma localidade portuguesa do município de Matosinhos que foi sede da extinta freguesia homónima que tinha 3,75 km² de área e 5 767 habitantes (2011), e, por isso, uma densidade populacional de 1 537,9 hab/km².
A freguesia de Santa Cruz do Bispo foi extinta em 2013, no âmbito de uma reforma administrativa nacional, para, em conjunto com as freguesias de Perafita e Lavra, formar uma nova freguesia denominada Perafita, Lavra e Santa Cruz do Bispo.

## População
| População da freguesia de Santa Cruz do Bispo | População da freguesia de Santa Cruz do Bispo | População da freguesia de Santa Cruz do Bispo | População da freguesia de Santa Cruz do Bispo | População da freguesia de Santa Cruz do Bispo | População da freguesia de Santa Cruz do Bispo | População da freguesia de Santa Cruz do Bispo | População da freguesia de Santa Cruz do Bispo | População da freguesia de Santa Cruz do Bispo | População da freguesia de Santa Cruz do Bispo | População da freguesia de Santa Cruz do Bispo | População da freguesia de Santa Cruz do Bispo | População da freguesia de Santa Cruz do Bispo | População da freguesia de Santa Cruz do Bispo | População da freguesia de Santa Cruz do Bispo |
| --------------------------------------------- | --------------------------------------------- | --------------------------------------------- | --------------------------------------------- | --------------------------------------------- | --------------------------------------------- | --------------------------------------------- | --------------------------------------------- | --------------------------------------------- | --------------------------------------------- | --------------------------------------------- | --------------------------------------------- | --------------------------------------------- | --------------------------------------------- | --------------------------------------------- |
| 1864                                          | 1878                                          | 1890                                          | 1900                                          | 1911                                          | 1920                                          | 1930                                          | 1940                                          | 1950                                          | 1960                                          | 1970                                          | 1981                                          | 1991                                          | 2001                                          | 2011                                          |
| 838                                           | 900                                           | 1 057                                         | 1 114                                         | 1 281                                         | 1 351                                         | 1 622                                         | 2 108                                         | 2 807                                         | 3 526                                         | 5 377                                         | 6 414                                         | 5 538                                         | 6 108                                         | 5 767                                         |

| Distribuição da População por Grupos Etários | Distribuição da População por Grupos Etários | Distribuição da População por Grupos Etários | Distribuição da População por Grupos Etários | Distribuição da População por Grupos Etários | Distribuição da População por Grupos Etários | Distribuição da População por Grupos Etários | Distribuição da População por Grupos Etários | Distribuição da População por Grupos Etários | Distribuição da População por Grupos Etários |
| -------------------------------------------- | -------------------------------------------- | -------------------------------------------- | -------------------------------------------- | -------------------------------------------- | -------------------------------------------- | -------------------------------------------- | -------------------------------------------- | -------------------------------------------- | -------------------------------------------- |
| Ano                                          | 0-14 Anos                                    | 15-24 Anos                                   | 25-64 Anos                                   | > 65 Anos                                    |                                              | 0-14 Anos                                    | 15-24 Anos                                   | 25-64 Anos                                   | > 65 Anos                                    |
| 2001                                         | 977                                          | 828                                          | 3 570                                        | 733                                          |                                              | 16,0%                                        | 13,6%                                        | 58,4%                                        | 12,0%                                        |
| 2011                                         | 691                                          | 638                                          | 3 431                                        | 1 007                                        |                                              | 12,0%                                        | 11,1%                                        | 59,5%                                        | 17,5%                                        |

## Património
- Capela de São Sebastião (Matosinhos)
- Capela de Nossa Senhora do Livramento e São Brás
- Capela de Nossa Senhora da Guia
- Homem da Maça e seu Bicho
- Monte de São Brás
- Quinta de Santa Cruz do Bispo
- Ponte do Carro ou Ponte românica do Carro
- Igreja paroquial de Santa Cruz do Bispo.